# Marie Aubert
Marie Grønborg Aubert (født 17. juli 1979) er en norsk forfatter. Hun er bosat i Oslo.
Hun er uddannet journalist med en bachelor i litteraturvidenskab og har gået på Skrivekunstakademiet i Bergen. I foråret 2013 vandt hun novellekonkurrencen «Litteratur på Blå» arrangeret i samarbejde med tidsskriftet Vinduet, med teksten som skulle blive åbningsnovellen i hendes debutbog, Må jeg komme med dig hjem, tre år senere.
Hun arbejder (per 2018) som informationsrådgiver i Kagge Forlag. Hendes første roman, "Voksne mennesker" udkom i 2019.